# Фазано
Фазано (итал. Fasano) град је у јужној Италији. Фазано је други по важности град у оквиру округа Бриндизи у оквиру италијанске покрајине Апулија.

## Природне одлике
Град Фазано налази се у јужном делу Италије, на 60 км југоисточно од Барија. Град је у приобалној равници, на 15 км удаљености од јужне обале Јадранског мора.

## Становништво
Према резултатима пописа становништва 2011. у општини је живело 39.482 становника.
| 1931.  | 1936.  | 1951.  | 1961.  | 1971.  | 1981.  | 1991.  | 2001.  | 2011.  |
| ------ | ------ | ------ | ------ | ------ | ------ | ------ | ------ | ------ |
| 21.521 | 21.923 | 25.745 | 29.339 | 33.206 | 35.440 | 38.782 | 38.667 | 39.482 |

Фазано данас има око 38.000 становника, махом Италијана. Последњих деценија број становника у граду стагнира.